# Половецькі личини

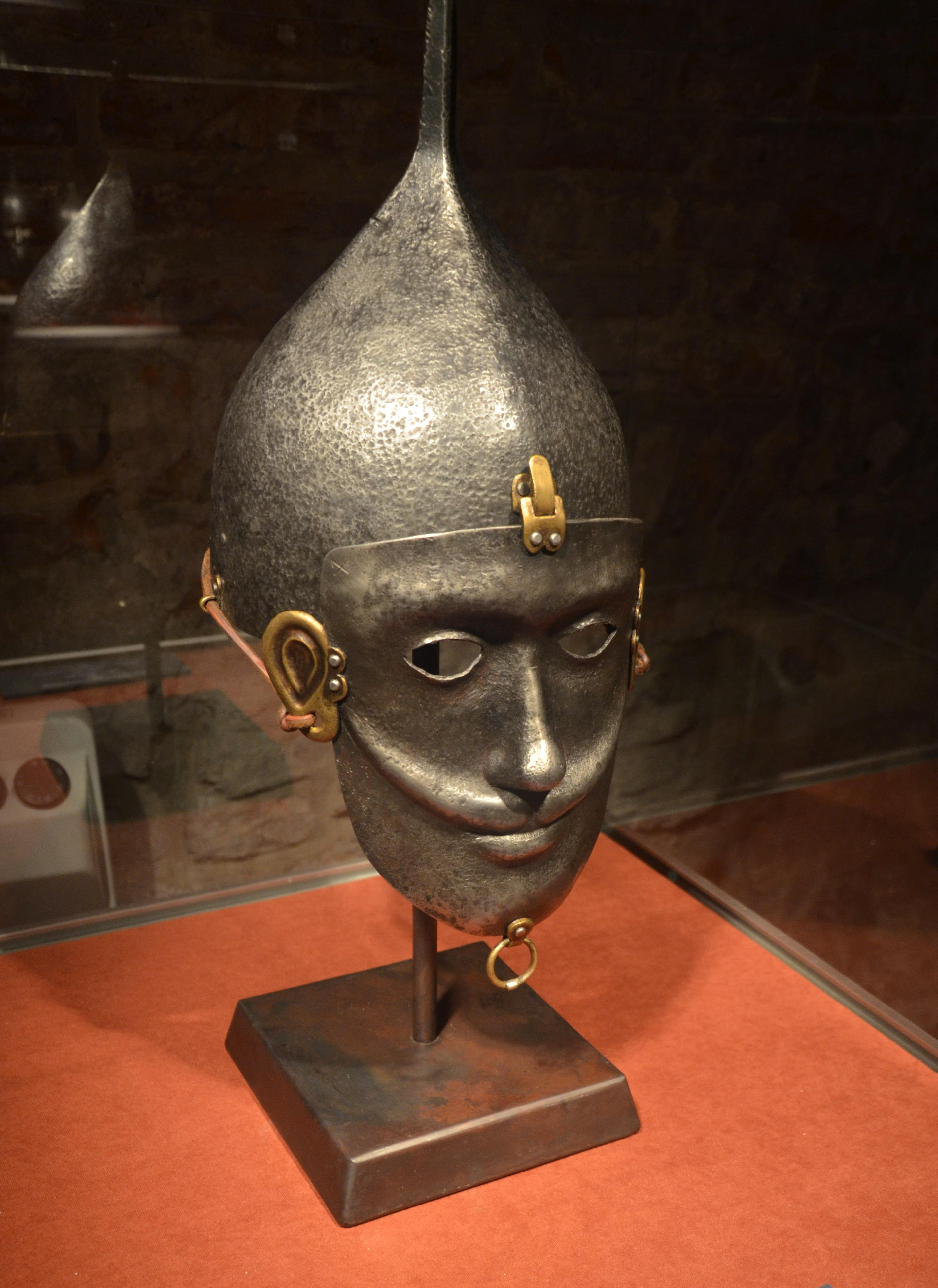
Половецький шолом з личиною

Половецькі личини  — бойові личини, що використовувалися половцями під час бойових дій. Половецькі личини мали значну кількість характерних тільки їм особливостей. Серед таких особливостей 1) якісне виконання, з складними декоративними елементами 2) зручна система кріплення до шолома і до вух господаря 3) характерні половецькі «вуса» властиві тільки їхнім личинам 4) мали європеоїдні риси обличчя[джерело?].
Судячи з ознак зазначені маски, вельми схожі одна на іншу, не носили портретної (антропологічної) схожості з власниками. Вважається що їх кували в київських майстернях на замовлення союзних торків і половців. Такі личини використовувалися заможною половецькою знаттю у бойових діях для захисту обличчя від холодної і метальної зброї супротивників.
Після підкорення половців монголами і створення Золотої Орди, на її території також використовувалися подібні личини, так як значну частку населення Золотої орди складали половці які зберегли свої військові традиції. Поряд з ними в Золотій орді використовували значно примітивніші личини, які, як правило, несли суто практичну функцію захисту обличчя без жодного декорування, такі личини характерні для монголів.
На думку археолога П'ятишевої Наталії Валентинівни, половецькі личини не використовувалися в бою, а були атрибутом ритуально культової пантоміми.